# Strepenlori
De strepenlori (Chalcopsitta scintillata) is een vogel uit de familie van de Psittaculidae (papegaaien van de Oude Wereld). Deze papegaai werd in 1835 door Coenraad Jacob Temminck beschreven aan de hand van verzamelde specimens bij de Tritonbaai (baie Lobo) tijdens de expeditie naar Nieuw-Guinea in 1828. Het is een endemische vogelsoort in Nieuw-Guinea.

## Kenmerken
De vogel is 31 cm lang en overwegend groen gekleurd. De snavelbasis en de naakte ring om het oog zijn zwart. Onder het oog en op het voorhoofd is de vogel helderrood. De veren op borst en buik hebben oranjekleurige randen en uiteinden, de "dijen" zijn rood evenals de ondervleugeldekveren.

## Verspreiding en leefgebied
Deze soort is endemisch in Nieuw-Guinea en telt drie ondersoorten:
- C. s. rubrifrons of oranje gestreepte lori: de Aru-eilanden.
- C. s. scintillata of geel gestreepte lori: zuidwestelijk Nieuw-Guinea.
- C. s. chloroptera of groen gestreepte lori: zuidoostelijk Nieuw-Guinea.

Het leefgebied bestaat uit een groot aantal landschapstypen zoals savanne, bos, secundair hellingbos tot op 800 m boven zeeniveau, moerasbos met sagopalm, kokospalmplantages en mangrovebos.

## Status
De strepenlori heeft een groot verspreidingsgebied en daardoor is de kans op de status  kwetsbaar (voor uitsterven) gering. De grootte van de wereldpopulatie is niet gekwantificeerd. De soort is waarschijnlijk stabiel in aantal. Om deze redenen staat de vogel als niet bedreigd op de Rode Lijst van de IUCN.